# Laos op de Olympische Zomerspelen 2024
Laos nam deel aan de Olympische Zomerspelen 2024 in Parijs.

## Aantal Deelnemers
Hieronder volgt een overzicht van de atleten die zich kwalificeerden voor de Olympische Zomerspelen van 2024.
| Sport      | Mannen | Vrouwen | Totaal |
| ---------- | ------ | ------- | ------ |
| Atletiek   | 0      | 1       | 1      |
| Gymnastiek | 0      | 1       | 1      |
| Zwemmen    | 1      | 1       | 2      |
| Totaal     | 1      | 3       | 4      |

## Deelnemers en resultaten

### Atletiek

#### Loopnummers
Vrouwen
| atleet           | onderdeel | voorronde | voorronde | series         | series         | herkansingen | herkansingen | halve finale   | halve finale   | finale         | finale         |
| atleet           | onderdeel | tijd      | rang      | tijd           | rang           | tijd         | rang         | tijd           | rang           | tijd           | rang           |
| ---------------- | --------- | --------- | --------- | -------------- | -------------- | ------------ | ------------ | -------------- | -------------- | -------------- | -------------- |
| Silina Pha Aphay | 100 m     | 12,45     | 6         | niet geplaatst | niet geplaatst | n.v.t.       | n.v.t.       | niet geplaatst | niet geplaatst | niet geplaatst | niet geplaatst |

### Gymnastiek

#### Ritmisch
| atlete                      | onderdeel   | kwalificatie | kwalificatie | kwalificatie | kwalificatie | kwalificatie | kwalificatie | finale         | finale         | finale         | finale         | finale         | finale         |
| atlete                      | onderdeel   | hoepel       | bal          | knotsen      | lint         | totaal       | rang         | hoepel         | bal            | knotsen        | lint           | totaal         | rang           |
| --------------------------- | ----------- | ------------ | ------------ | ------------ | ------------ | ------------ | ------------ | -------------- | -------------- | -------------- | -------------- | -------------- | -------------- |
| Praewa Misato Philaphandeth | individueel | 21,600       | 21,600       | 22,250       | 21,900       | 87,350       | 24           | niet geplaatst | niet geplaatst | niet geplaatst | niet geplaatst | niet geplaatst | niet geplaatst |

### Zwemmen
Mannen
| Atleet              | Onderdeel        | Series  | Series | Halve finale   | Halve finale   | Finale         | Finale         |
| Atleet              | Onderdeel        | Tijd    | Rang   | Tijd           | Rang           | Tijd           | Rang           |
| ------------------- | ---------------- | ------- | ------ | -------------- | -------------- | -------------- | -------------- |
| Steven Insixiengmay | 100 m schoolslag | 1.04,64 | 31     | Niet geplaatst | Niet geplaatst | Niet geplaatst | Niet geplaatst |

Vrouwen
| atlete            | onderdeel        | series  | series | halve finale   | halve finale   | finale         | finale         |
| atlete            | onderdeel        | tijd    | rang   | tijd           | rang           | tijd           | rang           |
| ----------------- | ---------------- | ------- | ------ | -------------- | -------------- | -------------- | -------------- |
| Ariana Dirkzwager | 200 m vrije slag | 2:07.22 | 25     | niet geplaatst | niet geplaatst | niet geplaatst | niet geplaatst |